# Longchamp-sous-Châtenois
Longchamp-sous-Châtenois is een gemeente in het Franse departement Vosges (regio Grand Est) en telt 97 inwoners (2009). De plaats maakt deel uit van het arrondissement Neufchâteau.

## Geografie
De oppervlakte van Longchamp-sous-Châtenois bedraagt 4,9 km², de bevolkingsdichtheid is dus 19,8 inwoners per km².
De onderstaande kaart toont de ligging van Longchamp-sous-Châtenois met de belangrijkste infrastructuur en aangrenzende gemeenten.

## Demografie
Onderstaande figuur toont het verloop van het inwonertal (bron: INSEE-tellingen).